# Реґтайм
Реґта́йм (від англ. rag — розірваний, англ. time — час) — жанр американської музики, початково виник як спосіб гри на фортепіано, що імітував звучання банджо, а в 90-х роках XIX століття розвинувся як інструментальна форма.

## Характеристика жанру

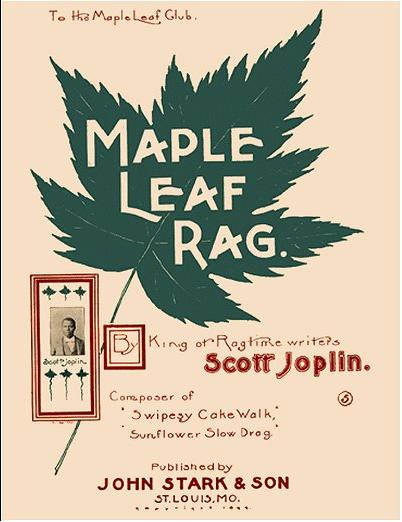
Обкладинка видання реґтаймів Скотта Джопліна, 1923 р.

Мелодійні і тональні структурні якості реґтайму мають європейське походження, а тематичний матеріал спирається на марші і європейській танцювальній музиці — вальсі, кадрилі, мазурці, менуеті та ін. Хоча реґтайм є фортепіанною музикою, фортепіано трактується тут скоріше як ударний інструмент — техніка гри ґрунтується на стакатних звучаннях, акордових ударах, жорстких, насичена поліритмією.
Чіткий, рівномірно акцентований маршовий ритм четвертними нотами у супроводі (бас — на сильній долі, а відповідний акорд — на слабкі вісімки) протиставлений гостро синкопованій мелодії, де чергуються окремі ноти з акордами, що мають вдвічі коротшу тривалість (восьмі ноти). Реґтайму звичайно передує інтерлюдія. Виконують реґтайми у помірному або швидкому темпі.
Своєрідність ритму цієї форми дуже широко використається в професійній музиці, зокрема це твори А. Дворжака на американську тему (симфонія «З Нового Світу» і струнний «Американський квартет»), «Реґтайм» (1918) І. Стравінського для одинадцяти інструментів, деякі твори Д. Мійо, П. Гіндеміта, Чарльза Айвза та інших.

## Представники жанру

Скотт Джоплін — неперевершений майстер жанру

Найвизначнішим представником реґтаймів вважається американський музикант Скотт Джоплін — автор 44-ох реґтаймів, а також двох опер стилістично близьких реґтайму — «Почесний гість» (A Guest of Honour, 1903) та «Трімоніша» (Treemonisha, 1911, поставлена 1915).
Серед інших музикантів, що працювали у цьому жанрі — Джеймс Скотт (1885–1938), Джозеф Лем (1887–1960), Том Терпін (Tom Turpin), Отіс Сондерз (Otis Saunders), Артур Маршол (Arthur Marshall), Луї Шовен (Louis Chauvin), Скотт Хейден (Scott Hayden), Джон У. 'Блайнд' Бун (John W. 'Blind' Boone), С. Брунсон Кампбелл (S. Brunson Campbell), Арті Маттюс (Artie Matthews), Роберт Хамптон (Robert Hampton), Чарльз Томпсон (Charles Thompson), Юбі Блейк (Eubie Blake), Лаки Робертс (Luckey Roberts), Персі Венрич (Percy Wenrich), Чарльз Л. Джонсон (Charles L. Johnson), Джордж Ботсфорд (George Botsford), Генрі Лоддж (Henry Lodge), Дж. Рассел Робинсон (J. Russel Robinson), Зез Конфрі та інші.
Серед композиторів української діаспори Василь Сидоренко використав форму реґтайму у своїх композиціях «Євгенія» (Eugenia Rag, 1988) i «Катальпа» (Catalpa Blossoms, 2007).

## Знамениті композиції
- Harlem Rag (1897) — Том Тарпін
- King Klondike Two-Step (1897) — Джордж Дагвуд Шлейффарт
- Mississippi Rag, The (1897) — Вільям Крелл
- The Fair, March and Two Step (1898) — Грейс М. Болен
- Ragtime Nightmare, A (1900) — Том Тарпін
- The Entertainer (1902) — Скотт Джоплін
- Elite Syncopations (1902) — Скотт Джоплін
- Maple Leaf Rag" (1903) — Скотт Джоплін
- St. Louis Rag (1903) — Том Тарпін
- Bean Club Musings (1904) — Пол Ено
- Black Cat Rag, The (1905) — Френк Вустер і Етель Б. Сміт
- Frog Legs Rag (1906) — Джордж Сільвестер Скотт
- Dixie Blossoms (1906) — Персі Венріч
- Black and White Rag (1908) — Джордж Ботсфорд
- Temptation Rag (1909) — Генрі Лодж
- Alexander's Ragtime Band (1911) — Ірвінг Берлін
- American Beauty Rag" (1913) — Йозеф Лемб
- Hungarian Rag (1913) — Юліус Лензберг
- Cataract Rag (1914) — Роберт Гемптон
- Twelfth Street Rag (1914) — Боумен (Euday L. Bowman)
- Desecration Rag, A Ragtime Humoresque (1914) — Фелікс Арндт
- Battle in the sky (1915) — Люкстон (J.Luxton)
- Fluffy Ruffles One Step (1919) — Джордж Гамільтон Грін
- Kitten on the keys (1921) — Зез Конфрі
- Dizzy Fingers (1923) — Зез Конфрі
- Too Many Spoons! (2010) — Макс Кінлісайд